# FIFA Ballon d’Or 2011

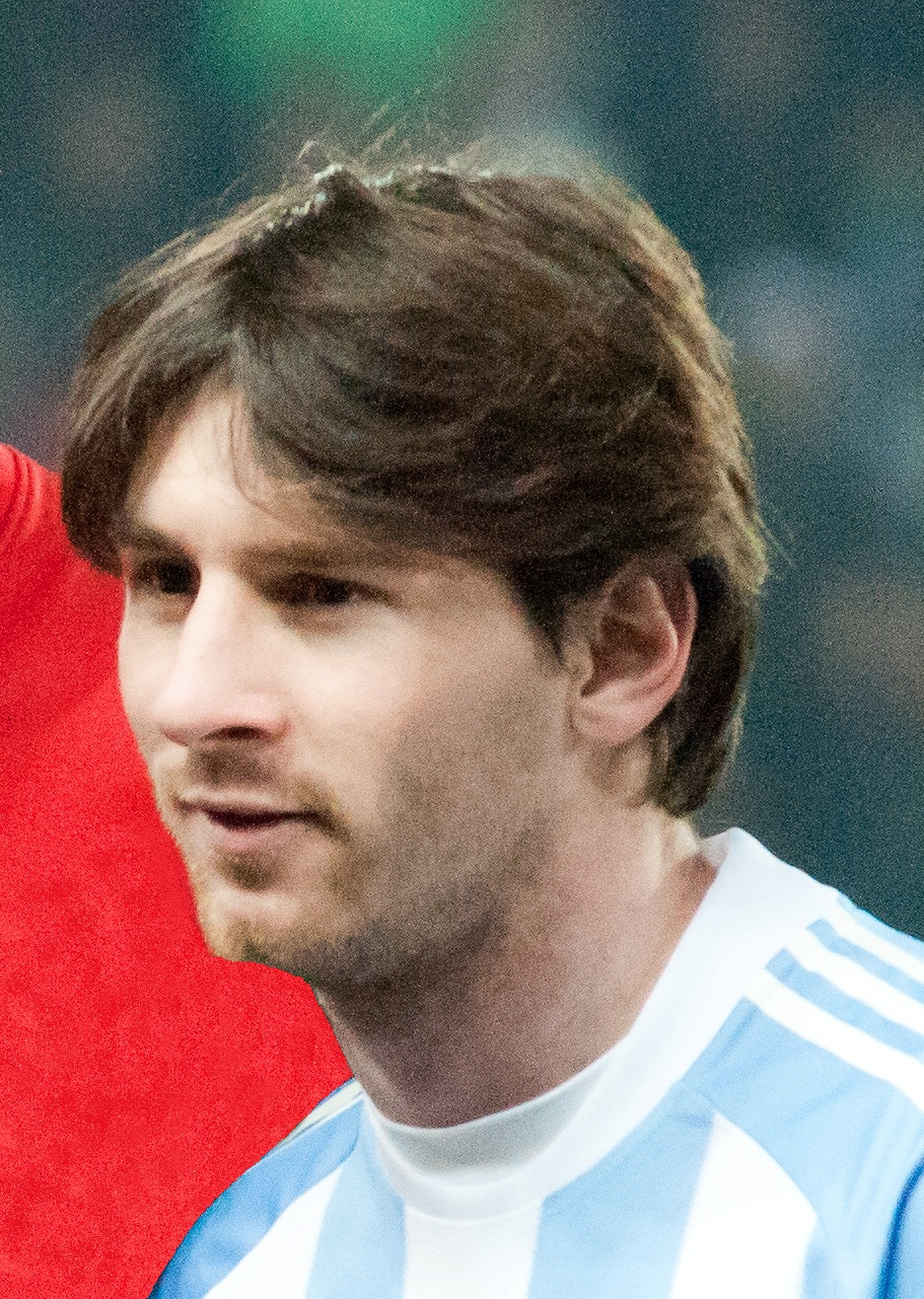
Weltfußballer des Jahres 2011
Lionel Messi

Der 56. Ballon d’Or (französisch für Goldener Ball) wurde für das Jahr 2011 zum zweiten Mal gemeinsam von der Zeitschrift France Football und dem Fußball-Weltverband FIFA unter der Bezeichnung FIFA Ballon d’Or verliehen. Zum fünften Mal wurde damit der „Weltfußballer des Jahres“ ausgezeichnet. Nachdem die drei besten Spieler – noch ohne ihre jeweilige Platzierung auf dem „Podium“ – bereits im Dezember 2011 veröffentlicht wurden, wurde am 8. Januar 2012 am FIFA-Sitz in Zürich das Endergebnis bekanntgegeben. Gewinner des Ballon d’Or 2011 wurde Lionel Messi – insgesamt bereits zum dritten Mal nacheinander – vor Cristiano Ronaldo und Xavi. Damit wurde Messi gemeinsam mit Marco van Basten, Johan Cruyff und Michel Platini zum Rekordgewinner. Da die Gewinner des FIFA Ballon d’Or auch in die Gewinnerliste des FIFA-Weltfußballers des Jahres aufgenommen werden, schloss Messi auch dort mit den dreimaligen Rekordgewinnern Ronaldo und Zinédine Zidane auf.

## Abstimmungsmodus
Verliehen wurde der Preis von einer Jury, die sich aus 147 Nationaltrainern, 143 Nationalmannschaftskapitänen und 154 Fachjournalisten zusammensetzte. Jeder von ihnen vergab an drei Spieler aus einer von der France-Football-Redaktion und der FIFA gemeinsam vorgegebenen Liste fünf, drei bzw. einen Punkt. Dabei sollte die Leistung der Spieler im gesamten jeweiligen Kalenderjahr gewürdigt werden. Da die drei Gruppen von Abstimmenden unterschiedliche Wählerzahlen aufweisen, die Voten dieser drei „Wahlkollegien“ aber je exakt ein Drittel des Gesamtergebnisses ausmachen sollen, wurden die absoluten Punktzahlen anschließend in Prozentangaben umgerechnet und so veröffentlicht.

## Ergebnis
| Platzierung | Name              | Nationalität | Verein 2011                          | Stimmenanteil |
| ----------- | ----------------- | ------------ | ------------------------------------ | ------------- |
| 1.          | Lionel Messi      | Argentinien  | FC Barcelona                         | 47,88 %       |
| 2.          | Cristiano Ronaldo | Portugal     | Real Madrid                          | 21,60 %       |
| 3.          | Xavi              | Spanien      | FC Barcelona                         | 9,23 %        |
| 4.          | Andrés Iniesta    | Spanien      | FC Barcelona                         | 6,01 %        |
| 5.          | Wayne Rooney      | England      | Manchester United                    | 2,31 %        |
| 6.          | Luis Suárez       | Uruguay      | FC Liverpool                         | 1,48 %        |
| 7.          | Diego Forlán      | Uruguay      | Atlético Madrid / Inter Mailand      | 1,43 %        |
| 8.          | Samuel Eto’o      | Kamerun      | Inter Mailand / Anschi Machatschkala | 1,34 %        |
| 9.          | Iker Casillas     | Spanien      | Real Madrid                          | 1,29 %        |
| 10.         | Neymar            | Brasilien    | FC Santos                            | 1,12 %        |

Von den nominierten deutschen Spielern war Mesut Özil als 11. am besten platziert, Thomas Müller belegte den 13. und Bastian Schweinsteiger den 15. Rang.

## Statistik
Insgesamt war das Ergebnis an der Spitze in diesem Jahr so eindeutig wie selten zuvor. Das gilt auch für die Voten den beteiligten drei Gruppen von Juroren, bei denen jeweils Messi, Ronaldo, Xavi und Iniesta in dieser Reihenfolge die ersten vier Plätze belegten. Hinsichtlich der Rangfolge der restlichen 19 Kandidaten gab es aber erwähnenswerte Unterschiede:
Bei den Journalisten folgten auf den Rängen 5 bis 8 Suarez vor Rooney, Neymar und Forlan; bei den Nationaltrainern stand Rooney vor Forlan, Eto'o und Casillas (hier auf dem neunten Platz: Özil), und bei den Nationalmannschaftsspielführern lautete die Platzierung Eto'o, Casillas, Rooney und Sneijder.
Voten aus den deutschsprachigen Ländern im Detail
- Deutschland
  - Karlheinz Wild (KICKER Sportmagazin): 1. Messi, 2. Xabi Alonso, 3. Özil
  - Joachim Löw: 1. Xavi, 2. Messi, 3. Iniesta
  - Philipp Lahm: 1. Messi, 2. Xavi, 3. Cristiano Ronaldo
- Liechtenstein
  - Ernst Hasler (Liechtensteiner Vaterland): 1. Messi, 2. Xavi, 3. Özil
  - Hans-Peter Zaugg: 1. Messi, 2. Cristiano Ronaldo, 3. Xavi
  - Mario Frick: 1. Messi, 2. Xavi, 3. Cristiano Ronaldo
- Luxemburg
  - Didier Hiegel und Christophe Nadin (La Voix du Luxembourg): 1. Messi, 2. Cristiano Ronaldo, 3. Rooney
  - Luc Holtz: 1. Messi, 2. Xavi, 3. Cristiano Ronaldo
  - René Peters: 1. Messi, 2. Xavi, 3. Iniesta
- Österreich
  - Walter Kowatsch-Schwarz (freier Journalist): 1. Messi, 2. Cristiano Ronaldo, 3. Xavi
  - Marcel Koller: 1. Iniesta, 2. Messi, 3. Schweinsteiger
  - Marc Janko: 1. Iniesta, 2. Cristiano Ronaldo, 3. Xavi
- Schweiz
  - Pierre-Alain Dupuis (Télévision Suisse Romande): 1. Messi, 2. Xavi, 3. Cristiano Ronaldo
  - Ottmar Hitzfeld: 1. Messi, 2. Cristiano Ronaldo, 3. Schweinsteiger
  - Gökhan Inler: 1. Messi, 2. Cristiano Ronaldo, 3. Xavi

## Nominierte
Ende Oktober wurde der 23 Spieler umfassende Kreis der Kandidaten bekanntgegeben:
| - Éric Abidal (FC Barcelona) - Sergio Agüero (Manchester City) - Xabi Alonso (Real Madrid) - Dani Alves (FC Barcelona) - Karim Benzema (Real Madrid) - Iker Casillas (Real Madrid) - Samuel Eto’o (Inter Mailand, Anschi Machatschkala) - Cesc Fàbregas (FC Arsenal, FC Barcelona) - Diego Forlán (Atlético Madrid, Inter Mailand) - Andrés Iniesta (FC Barcelona) - Lionel Messi (FC Barcelona, Vorjahressieger) - Thomas Müller (FC Bayern München) | - Nani (Manchester United) - Neymar (FC Santos) - Mesut Özil (Real Madrid) - Gerard Piqué (FC Barcelona) - Cristiano Ronaldo (Real Madrid) - Wayne Rooney (Manchester United) - Bastian Schweinsteiger (FC Bayern München) - Wesley Sneijder (Inter Mailand) - Luis Suárez (FC Liverpool) - David Villa (FC Barcelona) - Xavi (FC Barcelona) |